# Ерёмушкин, Николай Николаевич
Николай Николаевич Ерёмушкин (1925-1943) — красноармеец Рабоче-крестьянской Красной Армии, участник Великой Отечественной войны, Герой Советского Союза (1944).

## Биография
Николай Ерёмушкин родился 15 декабря 1925 года в селе Новотроицк (ныне — Солтонский район Алтайского края). Получил неполное среднее образование, после чего работал в колхозе. В январе 1943 года Ерёмушкин был призван на службу в Рабоче-крестьянскую Красную Армию. С августа того же года — на фронтах Великой Отечественной войны, был стрелком 218-го гвардейского стрелкового полка 77-й гвардейской стрелковой дивизии 61-й армии Центрального фронта. Отличился во время битвы за Днепр.
В ночь с 26 на 27 сентября 1943 года Ерёмушкин в составе своей роты переправился через Днепр в районе села Неданчичи Репкинского района Черниговской области Украинской ССР и захватил плацдарм на его западном берегу. В дальнейшем он принял активное участие в отражении нескольких десятков вражеских контратак, лично уничтожив 6 солдат и офицеров противника. 21 октября 1943 года Ерёмушкин погиб в бою у деревни Новая Лутава Лоевского района Гомельской области Белорусской ССР. Похоронен на военном кладбище в деревне Деражичи.
Указом Президиума Верховного Совета СССР «О присвоении звания Героя Советского Союза генералам, офицерскому, сержантскому и рядовому составу Красной Армии» от 15 января 1944 года за «образцовое выполнение боевых заданий командования по форсированию реки Днепр и проявленные при этом мужество и героизм» гвардии красноармеец Николай Ерёмушкин посмертно был удостоен высокого звания Героя Советского Союза. Также посмертно был награждён орденом Ленина.
Памятник Ерёмушкину установлен в селе Сузоп Солтонского района.